# Falling into Infinity
Falling into Infinity è il quarto album in studio del gruppo musicale statunitense Dream Theater, pubblicato il 23 settembre 1997 dalla East West Records.
Registrato agli Avatar Studios di New York, Falling into Infinity fu l'unico album in studio registrato con Derek Sherinian alla tastiera, il quale sostituì Kevin Moore nel 1994. La realizzazione di questo disco fu causa di numerosi problemi per il gruppo, come raccontato dal batterista Mike Portnoy, il quale ha più volte espresso un forte disappunto per quello che è stato il risultato finale.

## Antefatti e registrazione
In seguito a un breve tour in supporto all'EP A Change of Seasons, i Dream Theater entrarono ai Dream Factory Studios di East Rutherford (New Jersey) agli inizi del 1996 per iniziare ad abbozzare materiale per un nuovo album. Durante quel periodo, la Elektra Records esercitò varie pressioni sul gruppo affinché scrivesse brani concisi e maggiormente radiofonici. Di conseguenza, nacquero conflitti creativi all'interno della band, con John Petrucci maggiormente disposto ad accettare l'idea dell'etichetta discografica e Mike Portnoy del parere opposto.
Per oltre un anno, i Dream Theater composero brani senza avere alcun permesso per registrarli, al punto che la frustrazione li spinse a prendere in seria considerazione lo scioglimento. Soltanto a marzo 1997, il gruppo ottenne il via libera per le registrazioni del quarto album, con Kevin Shirley alla produzione; Intorno a maggio dello stesso anno, il gruppo aveva sviluppato materiale sufficiente per un doppio album, ma per motivi di budget furono costretti a limitarsi a un disco singolo. Pertanto, dall'album furono scartati sei brani: Raise the Knife, Where Are You Now, Cover My Eyes, Speak to Me, The Way It Used to Be (successivamente pubblicati nel 1999 nell'album Cleaning Out the Closet, destinato ai membri del fan club del gruppo) e Metropolis Pt. 2, quest'ultimo divenuto la base di partenza su cui si sarebbe sviluppato l'album successivo. Tutti questi brani inediti, insieme alle prime versioni delle tracce inserite nell'album, sono state successivamente pubblicate nel bootleg ufficiale Falling into Infinity Demos 1996-1997 del 2006.

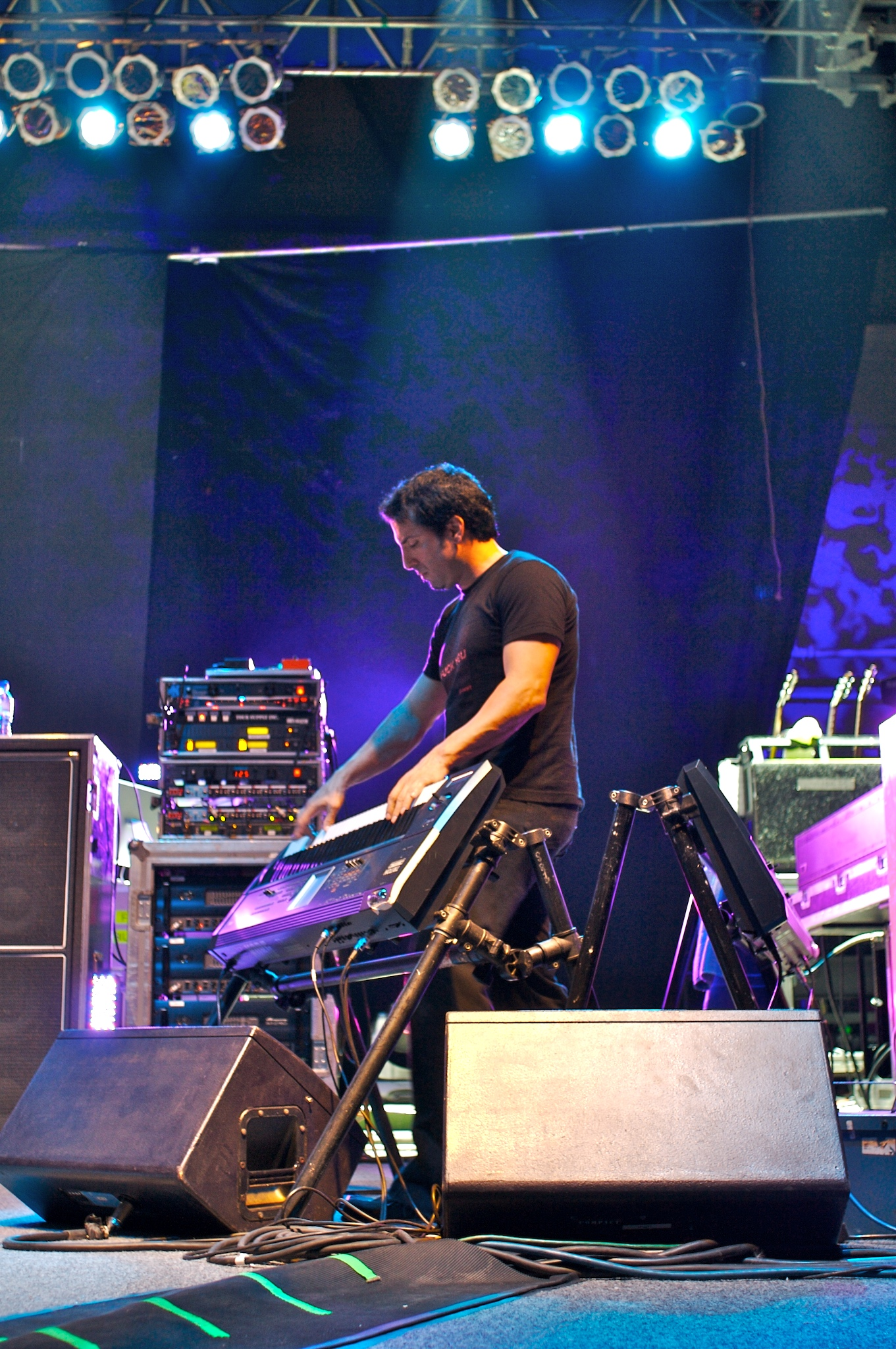
Derek Sherinian, tastierista dei Dream Theater durante le registrazioni di Falling into Infinity

In aggiunta, Shirley operò alterazioni significative su alcuni brani: in particolare, il produttore prese la sezione centrale di Burning My Soul e la trasformò in ciò che sarebbe divenuto Hell's Kitchen. Shirley consigliò inoltre al gruppo di lavorare con Desmond Child alla ristesura del brano You or Me, portando il chitarrista John Petrucci a volare in Florida per lavorare al brano con Child. Concluse le sessioni di registrazioni, il brano divenne You Not Me.
Le registrazioni effettive dell'album cominciarono il 2 giugno agli Avatar Studios di New York e terminarono il 30 del mese successivo. In contrasto alle difficoltà incontrate durante le fasi di composizione e di pre-registrazione, il gruppo ritenne le sessioni di registrazione libere e divertenti.

## Titolo e copertina
Il titolo originario pensato per il quarto album dei Dream Theater era Stream of Consciousness, secondo quanto voluto da Portnoy e da Petrucci. Tuttavia, i restanti componenti del gruppo respinsero tale nome in quanto lo ritenevano «troppo pomposo». Dopo aver preso in considerazione di intitolare l'album con il nome del gruppo, Petrucci suggerì il titolo definitivo, Falling into Infinity.
La copertina di Falling into Infinity venne realizzata da Storm Thorgerson e mostra due persone sedute su piccole piattaforme collocate in mezzo al mare che si fissano a vicenda attraverso dei binocoli. L'immagine rappresenta il punto di vista di un terzo osservatore, dotato anch'egli di binocolo, il quale ci mostra come i due personaggi siano seduti a pochi metri di distanza l'uno dall'altro.
Inoltre, a partire da questo disco, il font abituale del gruppo venne modificato, adottando caratteri maggiormente arrotondati e più spessi. Una nuova versione venne utilizzata nell'album dal vivo Once in a LIVEtime ma nel 1999, con la pubblicazione di Metropolis Pt. 2: Scenes from a Memory, il font originario venne ripristinato.

## Tracce
1. New Millennium – 8:20 (testo: Mike Portnoy – musica: Dream Theater)
2. You Not Me – 4:58 (testo: John Petrucci, Desmond Child – musica: Dream Theater, Desmond Child)
3. Peruvian Skies – 6:43 (testo: John Petrucci – musica: Dream Theater)
4. Hollow Years – 5:53 (testo: John Petrucci – musica: Dream Theater)
5. Burning My Soul – 5:29 (testo: Mike Portnoy – musica: Dream Theater)
6. Hell's Kitchen – 4:16 (musica: Dream Theater)
7. Lines in the Sand – 12:05 (testo: John Petrucci – musica: Dream Theater)
8. Take Away My Pain – 6:03 (testo: John Petrucci – musica: Dream Theater)
9. Just Let Me Breathe – 5:28 (testo: Mike Portnoy – musica: Dream Theater)
10. Anna Lee – 5:51 (testo: James LaBrie – musica: Dream Theater)
11. Trial of Tears – 13:06 (testo: John Myung – musica: Dream Theater)

MiniCD bonus nell'edizione giapponese
1. Take Away My Pain (Demo Version) – 6:49 (testo: John Petrucci – musica: Dream Theater)
2. Speak to Me (Demo Version) – 6:25 (testo: James LaBrie – musica: Dream Theater)

## Formazione
Gruppo
- James LaBrie – voce
- John Petrucci – chitarra, cori
- John Myung – basso, Chapman Stick (traccia 1)[13]
- Derek Sherinian – tastiera, cori
- Mike Portnoy – batteria, cori

Altri musicisti
- Doug Pinnick – voce aggiuntiva (traccia 7)

Produzione
- Kevin Shirley – produzione, registrazione, missaggio
- Rich Alvy – ingegneria aggiuntiva
- Barbra Lipke – assistenza tecnica
- Dave Swope – assistenza missaggio
- Leon Zervos – mastering

## Citazioni
I Dream Theater, che non hanno mai negato di ispirarsi ad altri gruppi musicali ed altri brani durante la composizione di Falling into Infinity, hanno spesso reso esplicite tali ispirazioni durante i concerti.
Durante le esecuzioni dal vivo di Peruvian Skies, il gruppo ha spesso eseguito la citazione del tema di Have a Cigar dei Pink Floyd, suonandola dopo il primo ritornello (come si può sentire nell'album dal vivo Once in a LIVEtime del 1998), mentre nel tour del 2005 tale citazione è stata spostata nell'introduzione del brano. Sempre nel 2005, i Dream Theater hanno aggiunto la citazione dell'introduzione di Wish You Were Here. Inoltre, alla fine del brano, spesso veniva aggiunto il riff di Enter Sandman dei Metallica, sostituita, nel 2005 da Wherever I May Roam.
Durante alcune esecuzioni dal vivo di Trial of Tears, John Petrucci eseguiva il riff iniziale di Xanadu dei Rush, a cui l'introduzione del brano è dichiaratamente ispirato, in particolare per il riconoscibile uso del woodblock.

## Classifiche
| Classifica (1997) | Posizione massima |
| ----------------- | ----------------- |
| Finlandia         | 5                 |
| Francia           | 42                |
| Germania          | 9                 |
| Italia            | 5                 |
| Norvegia          | 20                |
| Paesi Bassi       | 16                |
| Stati Uniti       | 52                |
| Svezia            | 14                |
| Svizzera          | 43                |